# Grand Canyon of the Yellowstone
Der Grand Canyon of the Yellowstone ist eine V-förmige Schlucht im Yellowstone-Nationalpark, durch welche der Yellowstone River fließt. Der Canyon ist zwischen 250 m und 400 m tief, seine Breite misst zwischen 500 m und 1.300 m. Er erstreckt sich auf ungefähr 32 km Länge zwischen der Ortschaft Tower-Roosevelt und einem Punkt südlich von Canyon Village. Typisch sind die gelben, orangen bis roten Färbungen des Gesteines an den Hängen. Sie rühren von geothermisch verfärbten Eisenvorkommen im Gestein.

## Entstehung
Gegen Ende der letzten Eiszeit, ca. vor 14.000 bis 18.000 Jahren, entstanden beim heutigen Auslauf des Yellowstone Lake Dämme aus Eis. Sobald diese schmolzen, entfloss eine große Menge Wasser und schnitt in kürzester Zeit durch Erosion den Grand Canyon of Yellowstone in das vulkanische Gestein, das überwiegend aus Rhyolith besteht, wobei an einigen Stellen auch älteres Tuffgestein freigelegt wird. Seither wird der Canyon durch den Yellowstone River weiter erodiert. Mit einem Alter von 10.000 bis 14.000 Jahren ist er eine der jüngeren Attraktionen des Parks.

## Wasserfälle

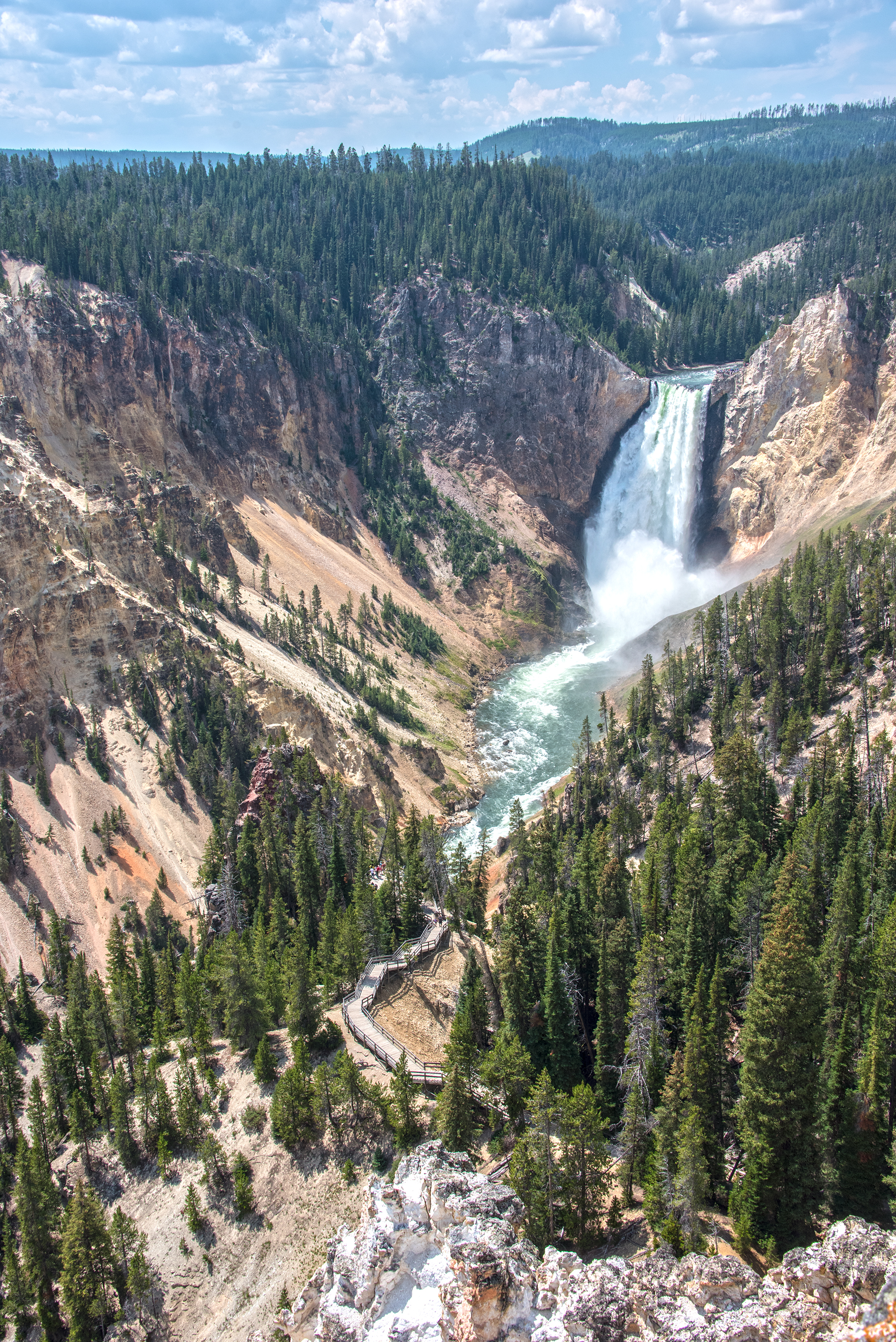
Lower Falls im Grand Canyon of the Yellowstone

Es gibt im ganzen drei große Wasserfälle im Canyon: die Upper und Lower Falls sowie dazwischen die weniger bekannten Crystal Falls. Die Upper Falls haben eine Höhe von 33,2 m. Die Lower Falls sind mit 94 m beinahe doppelt so hoch wie die Niagarafälle. Die Crystal Falls befinden sich bei der Mündung des Cascade Creek in den Yellowstone River. Ihre Fallhöhe misst 39 m. Alle drei Wasserfälle liegen nahe der Ortschaft Canyon Village, am südlichen Ende des Grand Canyon of the Yellowstone.

## Artist Point
Verschiedene Aussichtspunkte bieten einen schönen Blick in den Grand Canyon des Yellowstone. Der wohl bekannteste Aussichtspunkt ist der Artist Point. Den Namen erhielt er, weil der Maler Thomas Moran während der Hayden-Expedition von 1871 dort verschiedene Bilder malte.